# Cercideae
Cercideae es una tribu de plantas de la subfamilia Caesalpinioideae, familia Fabaceae. 

## Descripción
Las hojas de los géneros que conforman la tribu son aparentemente simples, aunque a menudo bilobadas y hasta bifoliadas. El cáliz es gamosépalo, con dientes breves o largos e irregularmente soldados en un tubo hendido. Presentan 5 pétalos, un androceo con 10 estambres o menos. La corola es dialipétala, rotácea y, a veces, parecida a la corola papilionácea o amariposada de las especies pertenecientes a la subfamilia Faboideae.
Comprende árboles y lianas, las hojas son aparentemente simples, algunas veces bilobadas. El número cromosómico básico es x=7. Incluye de 4 a 12 géneros y unas 265 especies. El género más representado es Bauhinia con unas 250 especies de distribución pantropical. Cercis, otro de los géneros dentro de esta tribu, presenta flores que, en apariencia, son similares a las fabóideas. Otros de los géneros incluidos en este clado son Caesalpinia y Delonix.

## Clasificación
- Subtribu Bauhiniinae
  - Géneros: Bauhinia - Brenierea - Tylosema
- Subtribu Cercidinae
  - Géneros: Adenolobus - Cercis - Griffonia

Según NCBI
- Adenolobus - Barklya - Bauhinia - Brenierea - Cercis - Gigasiphon - Griffonia - Lasiobema - Lysiphyllum - Phanera - Piliostigma - Tylosema